# باشگاه ورزشی الوحده صنعا
باشگاه فرهنگی و ورزشی الوحده یک باشگاه فوتبال حرفه‌ای یمنی است که در صنعا مستقر است. این تیم که در سال ۱۹۵۴ با نام الوحده تأسیس شد، از سال ۱۹۹۰ تاکنون چهار بار قهرمان لیگ یمن شده است. الوحده رقابت شدیدی با باشگاه الاهلی صنعا دارد.